# 477 Італія
477 Італія (477 Italia) — астероїд головного поясу, відкритий 23 серпня 1901 року Луіджі Карнерою у Гейдельберзі.